# Thinvent
Thinvent es una compañía que crea firmware basado en Linux para clientes ligeros. La compañía fue fundada en 2007. El Thinux firmware de Thinvent es incluido por importantes fabricantes como VXL y HP en sus clientes ligeros. Thinvent también fabrica su propia gama de clientes ligeros, llamada MicroClients.

## Thinux OS
Thinux es el ambiente de Linux empotrado de Thinvent para dispositivos del lado del cliente. Convierte un cliente ligero basado en el x86 (VIA Nano, Intel Atom) o de la arquitectura ARM en un dispositivo computacional independiente. Ofrece una gerencia remota y una suite de monitoreo basada en web.

## MicroClients
Thinvent fabrica tanto modelos de cliente ligero renombrados como de ingeniería propia para el mercado indio.

## Importantes proyectos y clientes
- Railway crew management in India (Gerencia del personal ferroviario en la India)
- Sistema Boletos no Reservados del Centre for Railway Information Systems (Centro para los sistemas de información ferroviarios)
- Sistema de Reservación de Pasajeros de Centre for Railway Information Systems